# 高强度聚焦超声
高強度聚焦超聲（HIFU）是一种无创的治疗技术，该技术通过利用超声波的可聚焦性和软组织穿透性等物理特点，借由聚焦换能器（focused transducer）将体外发射的低能量超声聚集至体内病变组织，此焦点区高能量超声可产生的瞬态高温、空化和机械效应使目标组织因蛋白质变性而发生不可逆的凝固性坏死，而目标区域以外的组织几乎没有明显的损伤，从而达到非侵入性治疗的目的。在临床中，多用于肿瘤治疗。当高强度聚焦超声与磁共振成像技术结合使用时，则称为磁共振引导聚焦超声（MRgFUS）。其虽属于无创医疗，但仍然有可能使皮膚、腸道或神經線受損。
以高强度聚焦超声技术原理研发出的产品有许多名称，如：高强度聚焦超声肿瘤治疗系统、海扶超声聚焦刀、海扶刀消融治療、海扶刀等，有些名称虽有“刀”字，但实属一种治疗性超声波。

## 历史
聚焦超声（focused ultrasound）的概念最早可追溯至20世纪40年代，1942年美国哥伦比亚大学John G. Lynn采用凹球面石英晶体产生高强度声束，对活体动物进行了照射，并发现头皮与大脑出现损伤，此后其将聚焦超声作为神经外科研究的辅助手段。此后，William J. Fry发展了该概念在神经外科的研究，尝试使用聚苯乙烯透镜对平面声波聚焦，通过将高能量的声束在距声源一定距离上聚焦，可以将焦域内的肿瘤组织全部杀死，而焦域外则不受伤害。1956年，A. K. Burov发表了关于超声治疗恶性肿瘤的论文，发现治疗肿瘤时，短时间的高强度聚焦超声辐照比长时间的低强度辐照效果更好。

### 中国发展
1996年6月，高强度聚焦超声肿瘤治疗系统的研究工作被列为中国九五重点科技攻关项目，此后中国中央人民政府投资200万人民币，重庆市市科委投入600多万元进行相关研究。1997年，重庆医科大学基于该项目设计研制了高强度聚焦超声设备，其主研者为王智彪，团队内另有伍烽等人。1999年，海扶医疗推动该设备的市场化，并在此后将其产品的注册商标命名为海扶刀。1999年3月，海扶刀获中国国家药品监督管理局颁发的试生产许可证，次年5月，获得准生产许可证。2002年，该设备出口至英国牛津大学。2005年，通过欧盟CE认证。2006年，海扶刀进入香港作學術研究使用。截至2020年12月，海扶刀已获得38个国家的市场准入，出口至26个国家和地区，治疗良恶性肿瘤患者超过15万人。 

## 应用
HIFU可治疗原发性肝癌、转移性肝癌、乳腺癌、乳腺纤维瘤、原发性骨肿瘤、转移性骨肿瘤、软组织肉瘤、直肠癌术后复发、胰尾癌、子宫肌瘤、脂肪瘤和肾癌等，也适用于晚期癌症疼痛的治疗。然而，HIFU对腹部脂肪較厚、肌瘤超過十公分或較近背部盆骨等患者的适应性可能受限；

### 子宮肌瘤
使用HIFU治疗子宮肌瘤方面，截至2020年仅通过醫學影像不能完全準確诊断肿瘤是良性的子宮肌瘤或是恶性的平滑肌肉瘤，相关诊断需以活體組織檢查的结果为准。2012年，港大醫學院旗下瑪麗醫院始用海扶刀治療子宮肌瘤，其研究显示，经海扶刀治疗12个月后，约九成受试者的肌瘤体积有所缩小，其中部分可缩小达99%，但有15%病人因為治療後病徵持續而需要接受其他手術。2017年，深圳市妇幼保健院始用海扶刀治療妇科良性疾病，其基于1,000例患者的研究显示，海扶刀在子宫肌瘤、子宫腺肌病等病症治疗中显示出良好效果，在瘢痕妊娠、胎盘植入及腹壁子宫内膜异位症等方面的控制率也较高。

### 肝细胞癌
2024年的一份研究结果表示，HIFU可能适用于不可切除的肝細胞癌患者，其对48例不可切除的原发性或转移性肝细胞癌患者用HIFU进行治疗，其中18%的患者随访时完全消融且无复发迹象，29%的患者目标肿块明显完全消融但在随访时出现新病灶，26% 的患者明显完全消融后复发，27%的患者在两周随访时不完全消融；患者的平均随访期为52周。

## 延伸閱讀
- 無創聚焦超聲波術 高溫殺子宮肌瘤細胞
- 高强度聚焦超声治疗原发性肝癌的进展
- History of focused ultrasound - "The first treatment done in China using this device was to treat malignant bone tumors, such as osteosarcoma. 36 months after HIFU treatment – and this was done in 1998 – the patient showed complete response. These are very nice early results from the Chongqing group. The Chongqing HAIFU system has been used in China, at Oxford, and across Europe ... to treat metastatic colorectal carcinoma, primary renal cell carcinoma, and pancreatic cancer."